# Pathways into Darkness
Pathways into Darkness — приключенческая компьютерная игра, шутер от первого лица, разработанная и выпущенная компанией Bungie в 1993 году, эксклюзивно для персональных компьютеров Apple Macintosh. В 2013 году игра была переиздана для современных версий macOS в качестве бесплатного приложения, доступного через AppStore.

## Сюжет
5 мая 1994 года инопланетный дипломат явился президенту Соединённых Штатов и сообщил ему, что 13 мая древнее богоподобное существо, спящее под пирамидой на полуострове Юкатан, пробудится и уничтожит Землю. Единственный способ предотвратить эту катастрофу — не дать ему проснуться. К пирамиде высылается отряд спецназа Армии США из восьми человек с ядерным оружием и задачей проникнуть внутрь пирамиды, спуститься на нижние уровни и активировать ядерную бомбу, дабы похоронить спящего бога под грудой скальных пород.
Игрок выступает в роли одного из членов спецназа. При высадке на территорию его парашют не раскрывается. Очнувшись спустя несколько часов, персонаж обнаруживает почти всё своё оборудование в нерабочем состоянии. Отстав от основной группы, уже вошедшей в пирамиду, игрок должен в течение пяти дней выполнить задание отряда до того, как проснётся бог.
Внутри пирамиды игрок находит тела членов отряда, останки мексиканских охотников за сокровищами и членов нацистской экспедиции 1930-х годов, искавшей артефакты для своего проекта по созданию супероружия. Дополнительную информацию о произошедших событиях можно получить от духов погибших людей с помощью специального предмета, полученного в начале игры — жёлтого кристалла.
Концовка игры зависит от того, имеет ли при себе игрок радиомаяк для вызова команды эвакуации, и когда было активировано ядерное устройство. Если не активировать бомбу или если она взорвётся после пробуждения бога, то это приведёт к разрушению Земли. Взрыв бомбы до того, как игрок достигнет безопасного расстояния, приведёт к смешанной концовке — бог побежден, но персонаж при этом погибает. Самая лучшая концовка игры достигается, если игрок с радиомаяком покинет пирамиду по меньшей мере за двадцать игровых минут до детонации устройства. Если же радиомаяка у игрока нет, то он выживет, если сможет уйти от пирамиды пешком на достаточное расстояние.

## Игровой процесс
Pathways into Darkness — шутер от первого лица и приключенческая игра. Игроки берёт на себя роль солдата спецназа, который должен остановить мощное богоподобное существо от пробуждения и уничтожения мира. По мере прохождения и решения различных головоломок становятся доступными ранее заблокированные части пирамиды. Конец игры зависит от решений игрока, принятых во время прохождения. В игре присутствуют лимит времени, по истечении которого спящий бог пробуждается, после чего игрок терпит поражение.
Игрок сражается с различными монстрами, населяющими залы и катакомбы пирамиды. По мере того как становятся доступными дополнительные уровни пирамиды, появляется новое оружие, включая пулеметы и гранатометы. С помощью жёлтого кристалла игрок может общаться с ранее жившими существами, получая от них ценную информацию о головоломках, монстрах и общем сюжете. Общение производится с помощью ввода ключевых слов в диалоговом окне. Одной из задач игрока становится поиск нужного слова для того, чтобы существо дало нужный ответ. В руководстве пользователя даются первые два слова, на которые все мёртвые люди дадут ответ — «имя» и «смерть», указывая на своё имя и описывая то, как они умерли.

## Разработка
Pathways into Darkness стала четвёртой игрой Bungie после предыдущей игры Minotaur: The Labyrinths of Crete. Летом 1992 года сооснователь Bungie Джейсон Джонс, вдохновившись графикой Wolfenstein 3D, создал примитивный движок для Mac OS, симулировавший трёхмерное пространство посредством отрисовки стен из трапеций и прямоугольников. Игра планировалась как продолжение игры Minotaur: The Labyrinths of Crete, прежде чем разработчики создали оригинальную историю.
Работа над сюжетом и уровнями игры началась в январе 1993 года. Джонс написал код игры, разработал сюжет и поучаствовал в написании руководства пользователя. Чтобы упростить разработку, Джонс даже создал собственный редактор уровней для игры, в котором можно было добавлять объекты, монстров и стены. Графикой игры занимался друг Джонса Колин Брент, нарисовавший спрайты для всех монстров. Несмотря на продвинутую графику, игра была разработана для запуска на любой модели Macintosh; игра стала одной из 30 приложений, которые могли запускаться напрямую на Apple PowerMac в день начала продаж.
К июлю 1993 года разработка игры отставала от намеченного графика, к этому моменту были готовы только несколько верхних уровней пирамиды. Чтобы успеть к очередному MacWorld Expo, Джонс перешёл на восемнадцатичасовой рабочий день. Игра была закончена всего лишь за несколько дней до выставки, и Bungie смогла привезти на неё 500 копий для продажи.
Хотя это не указано прямо, но Pathways into Darkness может являться частью игровой серии Marathon: инопланетный дипломат, представший перед президентом США, принадлежал расе инопланетян Джжаро (Jjaro), а спящий под пирамидой безымянный бог — хаотичной расе Вркнкакнтер (W’rkncacnter), упоминания о которых можно найти в Marathon 2: Durandal и Marathon Infinity.

## Критика
Pathways была критически оценена и получила множество наград; это был также первый крупный коммерческий успех Bungie и позволил основателям компании Джейсону Джонсу и Алексу Серопяну открыть офис в Чикаго и нанять персонал для разработки дальнейших игр.